# قطعنامه ۱۱۵۸ شورای امنیت
قطعنامه  ۱۱۵۸ شورای امنیت سازمان ملل متحد که در تاریخ ۲۵ مارس ۱۹۹۸ تصویب شد، سندی بین‌المللی دربارهٔ بررسی وضعیت میان عراق و کویت است. این قطعنامه طی نشست ۳۸۶۵ام با ۱۵ رای موافق، ۰ مخالف و ۰ ممتنع تصویب شد.